# Занстрек
52°28′11″ пн. ш. 4°49′35″ сх. д. / 52.469722° пн. ш. 4.826389° сх. д.
Занстрек (нід. Zaanstreek) — регіон навколо річки Заан на заході Нідерландів у провінції Північна Голландія. Слово streek нідерландською мовою означає площа/область.
Занстрек межує з Амстердамом на півдні, Polder Beemster на півночі, Kennemerland на заході та Waterland на сході. Три муніципалітети (Занстад, Остзан і Вормерленд) разом утворюють Занстрек. Найбільшим муніципалітетом є Занстад із понад 150 000 мешканців, який утворився з міста Зандам і сіл Вестзан, Кроммені, Вормервер, Зандійк, Куг-ан-де-Зан.
Назва футбольного клубу АЗ з міста Алкмар є скороченням від «Алкмар Занстрек» (нід. Alkmaar Zaanstreek).